# Roddy Maude-Roxby
Roddy Maude-Roxby est un acteur britannique né le 2 avril 1930 à Londres (Royaume-Uni).

## Filmographie
- 1965 : The Party's Over : Hector
- 1966 : Doctor in Clover : Tristram
- 1968 : Simply Sheila (TV)
- 1969 : Complete and Utter History of Britain (série TV) : Professeur
- 1970 : Les Aristochats (The Aristocats) : Edgar (voix)
- 1972 : Turnbull's Finest Half-Hour (série TV) : Rex Rivoli
- 1974 : To Sir, with Love (TV) : Walter
- 1974 : Don't Blame Us! (TV)
- 1984 : Greystoke, la légende de Tarzan (Greystoke: The Legend of Tarzan, Lord of the Apes) : Olivestone
- 1984 : Those Glory Glory Days (TV) : Brian
- 1985 : Plenty : Committee Chairman
- 1987 : Moving Portraits (TV) : Edmund Fisher
- 1988 : Number 27 : Carpenter-Wilde
- 1989 : First and Last (TV) : Tramp
- 1989 : Tumbledown (TV) : George Stubbs
- 1989 : How to Get Ahead in Advertising de Bruce Robinson : Dr Gatty
- 1990 : chasseur blanc, cœur noir (White Hunter Black Heart) : Thompson (British partner)
- 1992 : Parallel 9 (série TV) : Prince Mercator (1992)
- 1993 : Les Ombres du cœur (Shadowlands) : Arnold Dopliss
- 1999 : Wives and Daughters (feuilleton TV) : St. Hilaire
- 2002 : Amours suspectes (Unconditional Love) : Ministre